# Neil McDonald (wielrenner)
Neil McDonald (Johannesburg, 28 februari 1977) is een Zuid-Afrikaans voormalig wielrenner.

## Belangrijkste overwinningen
2000
- Eindklassement Ronde van de Zuid-Chinese Zee

2001
- 1e etappe Ronde van de Zuid-Chinese Zee

2007
- 2e etappe Ronde van Marokko

Evans · George · Kinnear · Lange · McDonald · McLeod · Spence · Potgieter · Thomson · Van Heerden · White · Woolcock
Bakke · Combrinck · Day · Jim · Kachelhoffer · Kaka · Lange · Lill · McDonald · Rabie · Woolcock